# Familia Sassoon
Familia Sassoon este o familie de oameni de afaceri și filantropi evrei originari din Bagdad, Irak,  cunoscuți ca „Rothschilzii Orientului” din cauza averii imense pe care au acumulat-o în lumea finanțelor și a comerțului. 
Inițial au locuit la Bagdad, apoi s-au mutat la Bombay, India, iar mai târziu au emigrat în China, Anglia și în alte țări. 
Afacerile familiei în China, India și Hong Kong, au fost clădite mai ales din activitatea bancală și afacerile cu opiu. Mai mulți membri ai familiei s-au instalat la Londra si au fost înnobilați de către regina Victoria. 
Din secolul al XVIII-lea Sassoonii au devenit una din cele mai înstărite familii din lume, având un imperiu corporativ care s-a întins pe întregul continent al Asiei.

## Numele
Numele de familie Sassoon ar putea avea mai multe origini: ar fi poate, legat de numele orașului Susa (în ebraică Shushan) din Media, în Iran Ar putea fi legat și de numele propriu ebraic Sasson, ,însemnând bucurie, și care este des utilizat de evrei orientali.
O altă ipoteză prezintă numele de familie Sassoon, ca un nume matronimic, fiind legat de numele de mamă Shoshana (Suzana).

Istoria numelui s-ar asocia și cu numele Shushan sau Ben Shushan la evreii din Peninsula Iberică (evrei sefarzi) și ulterior din Africa de Nord.

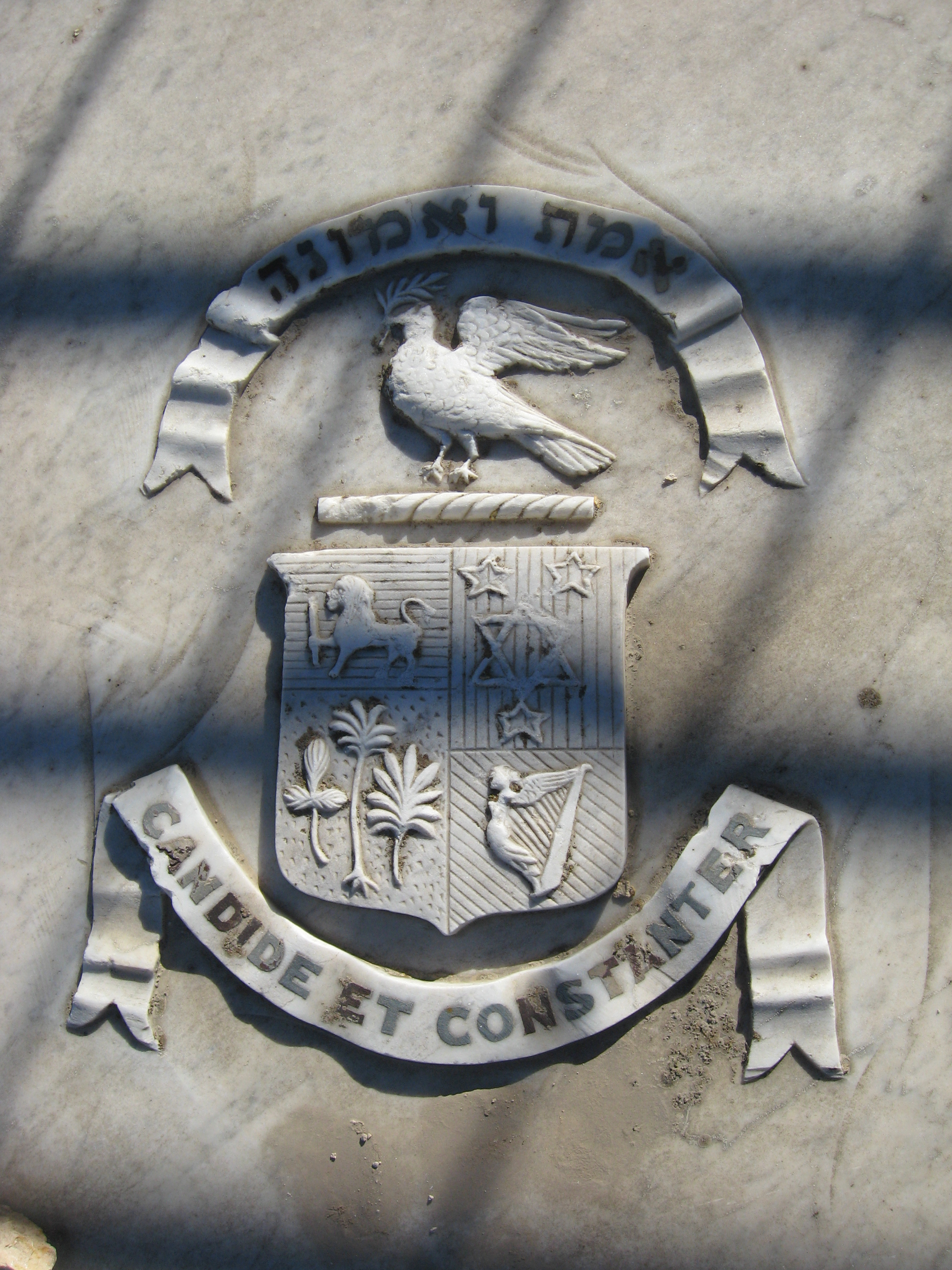
Blazonul familiei Sassoon

## Istoria

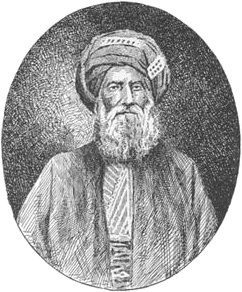
David Sasson

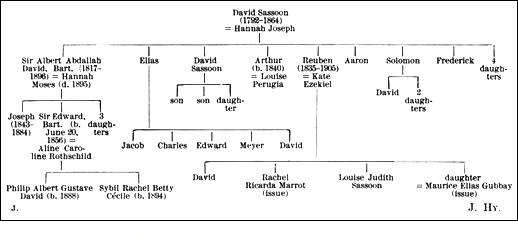

- Sasson Ben Salih (1750-1830) a fost trezorierul pașei din Bagdad și sudul Irakului.

Fiii săi, David Sassoon (1792-1864) și Yosef - Joseph Sassoon  (1795-1872) au fugit din Irak, de teama unui nou wali otoman.
- David S.Sassoon, cu o familie numeroasă, a ajuns în 1828 în portul persan Bushehr la Golful Persic, iar în 1832 la Bombay. În India el a construit o firmă internațională, în a cărei administrații a angajat, cu precădere persoane, originare din Bagdad. A înființat sucursale ale firmei sale in China, Hong Kong, Birmania, Malaya și estul Asiei, ulterior și în Anglia.

S-a ocupat intens de comercializarea opiului  adus din China în India. 
La Shanghai se poate vedea Sassoon House, azi aripa de nord a Hotelului Peace din Bund Shanghai.
În fiecare sucursală a angajat câte un rabin.
Ca filantrop, a donat sume mari de bani pentru inființarea de școli, orfelinate, spitale și muzee. 
La moartea sa, a fost deplâns de multe persoane, din numeroase religii și civilizații - musulmani, creștini, parsi, evrei și hinduiști.
În aprilie 1916 un bancher evreu otoman pe nume Sassoon a fost spânzurat de turcii otomani după victoria lor la Kut al Amarah.
- Joseph Sassoon și fiii săi

Yosef Sasson a înființat la Alep în Siria otomană, o firmă comercială, ulterior extinzându-și interesele de afaceri până la Alexandria, Salonic și Atena. A posedat si o companie navală și o agenție de schimbat valută. Cei cinci fii ai săi i-au continuat activitatea , mai ales în Egipt. 
Moshe (Musa) Sassoon (1828 -1909) a revenit la Bagdad, dar in cele din urmă, s-a stabilit în Egipt, unde  a fondat firma de finanțe Joseph Sassoon & Sons, care a devenit agentul băncii Crédit Foncier în Egipt.
Fiul lui Moshe,  Yaakov (Yakub) Sassoon (1850-1936) a devenit unul din cei mai mari plantatori de bumbac din Egipt, și proprietari de filaturi de bombac.
În timpul Războiului Civil American fratele sau mai mare, Nissim Sassoon  (1840-1917) s-a îmbogățit, exportând bumbac egiptean în Anglia și devenind cel mai mare exportator de bumbac din Egipt.
În 1927 împreună cu Misr Bank și câțiva oameni de afaceri egipteni, Yaakov Sassoon a înființat Compania de filatură și țesătorie Misr - Misr Spinning and Weaving Company  (شركة مصر للغزل والنسيج) , cunoscută și ca Misr Helwan sau fabrica El Ghazl, el fiind în posesia a 61% din acțiunile companiei.
Împreună cu Joseph Vita Mosseri , Yaacob Sassoon a fondat Egypt Crédit Foncier.
- Fiul lui Yaakov Sassoon și al lui Mazal,născută Pinto, David Solomon Sassoon (1871-1956) a investit in compania Socony-Vacuum Oil Co. (ulterior Mobil) , care s-a asociat ulterior la Standard Oil Company. În 1906 Socony, cu finanțarea sa a deschis primele sale terminale de combustibil la Alexandria. El a întreținut relații atât cu Germania cât și cu Regatul Unit participat la finanțarea construirii caii ferate Bagdad-Berlin, de asemenea a devenit agentul familiei Rothschild în Imperiul Otoman. În 1911 a încercat să unească pe competitorii germani și britanici activi în arena Mesopotamiei (azi Siria și Irak), care începea să se arate bogată în rezerve de petrol, și a fondat un consorțiu de banc si companii britanice care au alcătuit African and Eastern Concession Ltd.
- Nepotul lui Yaakov, Elias Joseph Sassoon, fiul lui David Solomnon, a fost om de afaceri și arhitect, cel care a proiectat sediul de atunci al companiei  Assicurazioni Generali la Trieste. A prevăzut dezvoltarea capitalei egiptene Cairo și a devenit un mare proprietar de imobile în cartierul european Ismailia, precum și în Kasr al-Dubara, în Garden City, Zamalek si Giza.
- Fiul lui Elias Joseph,Nissim Eliahu Sassoon (1911-1988), a fost un comerciant si bancher înstărit, fost partener de afaceri al Băncii Safra Frères din Alep.
- Fiul acestuia din urmă și al Massudei Shamash,Eliahu (Elias) Yosef Sassoon  (1928-2010), născut la Alep, a devenit cel mai bogat și mai respectat descendent al lui Joseph Sassoon. În 1940 a fost trimis de tatăl său la Alexandria, pentru a învăța la prestigiosul liceu-internat Victoria College. În 1946 s-a alăturat afacerii familiei din Egipt.

Familia sa a deținut acțiuni ale companiilor Burmah Oil, Turkish Petroleum Company și Anglo-Iranian Oil Company, de asemenea ale Companiei de Comerț și Industrie a Greciei (ulterior Attica Entreprises Holding S.A.)  și ale Companiei Maritime Atlas, de asemenea poseda o fabrică de textile și era exportator de bumbac    
În 1947 Elias Sassoon s-a concentrat asupra exploatării petrolului, a navigației maritime si a activității bancare. Împrumutând 5000 lire sterline de la tatăl său, a investit în Standard Oil Company, ceea ce s-a adăugat la acțiunile pe care familia sa le deținea deja în această companie.
În 1947 el s-a căsătorit cu Hanna Rachel, născută de Menasche (1929-2009), nepoata baronului Jacques Bechor Yacoub Levi de Menasche (decedat în 1916)

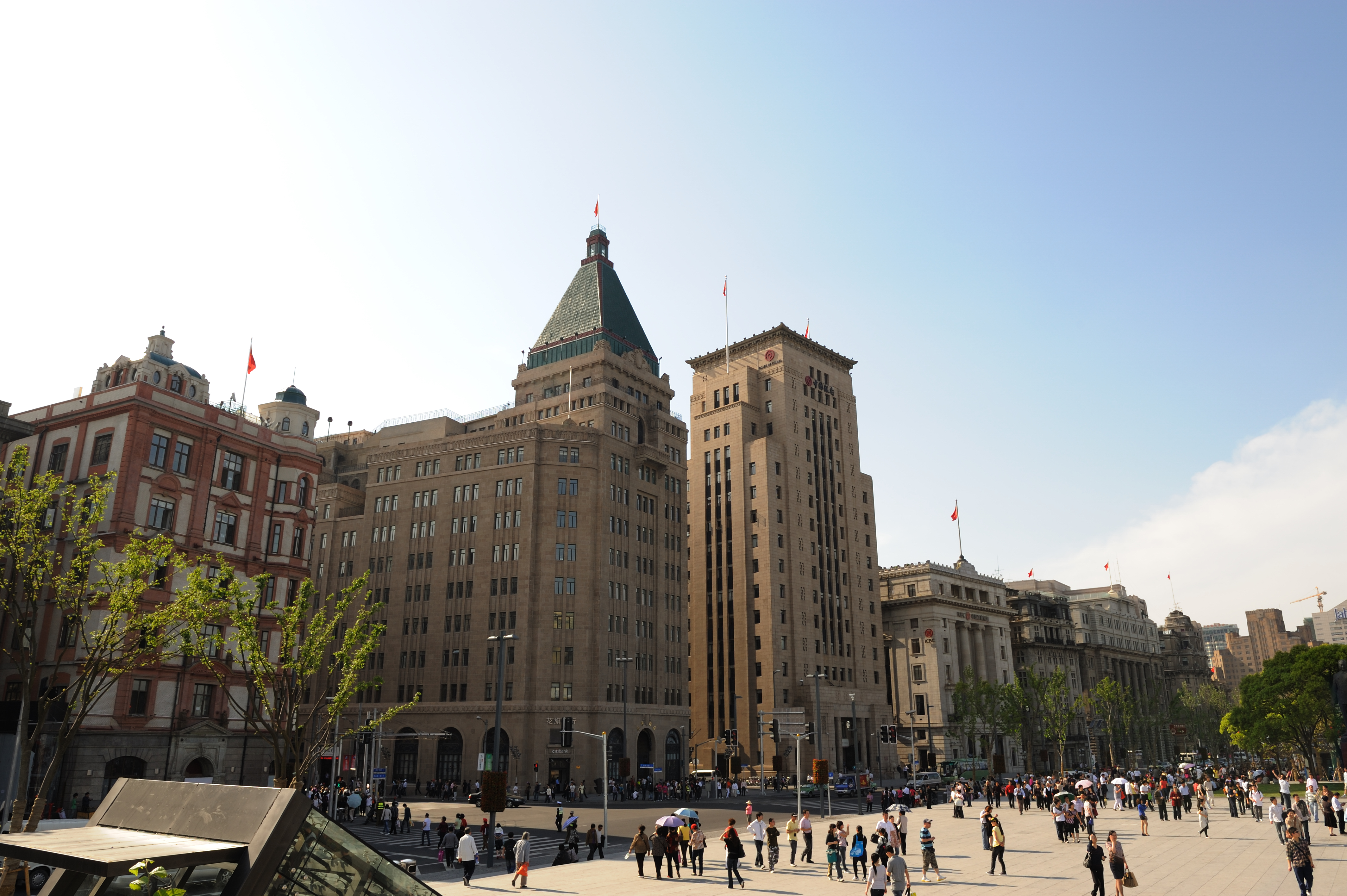
Casa Sassoon la Shanghai

Elias Sasson a fost sionist și a fost foarte dezamăgit de politica britanică ostilă față de refugiații evrei în timpul celui de-al Doilea Război Mondial,
În 1952 a fondat Banque du Caire în asociere cu prietenul său din copilărie, Moise Joseph Maurice Cattaui (1925–2009). In acea perioada Elias Sassoon a extins afacerile familiei în Franța, Brazilia, Africa de Sud și Statele Unite, unde familia sa exporta bumbac și mentinea agentii comerciale din secolul trecut. Din 1953 Elias Yossef Sassoon a inceput să investeasca și în companii miniere in Africa. 

### După revoluția din Egipt din 1952
În 1957 guvernul Ofițerilor Liberi din Egipt, dupa ce a răsturnat monarhia și a proclamat Republica, a nationalizat toate companiile și băncile europenilor din Egipt, majoritatea lor fiind britanice și franceze. De asemenea au început valuri de expulzari de nearabi, inclusiv greci și evrei.
După exproprierea averilor sale din Egipt, în 1966 Elias Sassoon și soția sa au fost luați la portul Alexandria și expulzați din țară, pe un vapor cu destinația Grecia. Soției sale i s-a luat cetățenia egipteană și, la cererea guvernului egiptean, Siria a retras și ea lui Elias cetățenia siriană.În schimb, fiului lor Edouard Elias Sassoon (1948-1985) care studia medicina la Universitatea din Alexandria, nu i s-a permis, un timp, să părăsească Egiptul. El a emigrat, în cele din urmă, în Argentina, împreună cu soția sa Josephine, născută Cattaui.

## Membri notabili
- David Sassoon (1792–1864), om de afaceri indo-britanic, originar din Irak
- Albert Sassoon (1818–1896), om de afaceri et filantrope indo-britanic, fiul precedentului ;
- Sassoon David Sassoon (1832–1867), om de afaceri, bancher și filantrop britanic, fratele precedentului;
- Reuben David Sassoon (1835–1905), om de afaceri britanic, fratele precedentului ;
- Arthur Sassoon (1840–1912), bancher britanic, fratele precedentului ;
- Rachel Beer (1858-1927), ziaristă și redactoare șefă ;
- Siegfried Sassoon (1886–1967), poet și scriitor englez.